# Josafat Bulhak
Josafat Bulhak, al secolo Ignacy, (italianizzato come Giosafat Ignazio Bulgak, in russo Иосафа́т Игна́тий Булга́к?, in bielorusso Язафа́т Ігна́т Булга́к?; Voivodato di Brėst, 20 aprile 1758 – San Pietroburgo, 9 marzo 1838) è stato un arcivescovo cattolico lituano naturalizzato polacco della Chiesa greco-cattolica ucraina.
Come capo della Chiesa, aveva il titolo di Metropolita di Kiev, Galizia e di tutta la Russia. Dopo la sua morte, la Chiesa uniate rutena fu assorbita dalla Chiesa ortodossa russa, rendendolo l'ultimo capo della Chiesa uniate nell'Impero russo.

## Biografia
Nacque in una famiglia nobile polacca nei pressi di Brėst, nel Granducato di Lituania. Dal 1763 al 1774 fu educato nelle scuole dell'ordine basiliano di San Giosafat. 
Nel 1774, entrò nell'ordine e assunse il nome di Giosafat. Dal 1782 al 1784 completò gli studi superiori presso il Pontificio Collegio Urbano di Roma, laureandosi in teologia. 
Nel 1787, fu elevato al titolo di vescovo coadiutore, poi eparca di Pinsk e Turaŭ. Nel 1795, dopo la seconda spartizione della Polonia, fu rimosso dalla sua sede e la diocesi fu soppressa da Caterina II. 
Dopo la morte dell'imperatrice e la creazione del Collegio spirituale cattolico romano a San Pietroburgo, Bulhak fu nominato membro del dipartimento uniate del collegio. Nel 1817, fu nominato arcivescovo metropolita di Kiev dallo zar Alessandro I, divenendo così capo titolare della chiesa uniate nell'Impero russo. Questa nomina fu fatta senza la previa approvazione di Roma, ma fu approvata successivamente dal papa Pio VII, nel 1818. Fu anche a capo del dipartimento uniate del Collegio spirituale e vicepresidente della Compagnia biblica russa.
Durante la rivolta di novembre (in Lituania), Bulhak dovette schierarsi pubblicamente con il governo imperiale. Le sue lettere pastorali furono stampate e distribuite nei territori ribelli. Dopo il 1833 fu trasferito all'arcieparchia di Polack, la più grande delle eparchie cattoliche in Russia.
Negli ultimi dieci anni della sua vita, fu circondato da vescovi ostili all'indipendenza della Chiesa uniate, come il vescovo Joseph Semaško. Sebbene Semaško avesse spinto Bulhak ad approvare l'unione della Chiesa rutena alla Chiesa ortodossa russa, Bulhak non aderì mai a questo progetto e la Chiesa fu unita dalle decisioni del Concilio di Polotsk dopo la morte di Bulhak.

## Genealogia episcopale e successione apostolica
La genealogia episcopale è:
- Arcivescovo Attanasio II
- Arcivescovo Onofrio Costantini
- Arcivescovo Filoteo Zassi, O.S.B.M.
- Arcivescovo Basilio Matranga, O.S.B.M.
- Arcivescovo Giuseppe Schirò, O.S.B.M.
- Arcivescovo Jason Junosza Smogorževsky
- Arcivescovo Tadeusz Rostocki, O.S.B.M.
- Arcivescovo Josaphat Bulhak, O.S.B.M.

La successione apostolica è:
- Arcivescovo Jakub Martusiewicz (1818)
- Vescovo Kyrylo Syrotyns'kyj (1825)
- Arcivescovo Joseph Semaško (1829)
- Vescovo Josafat Ihnatij Žars'kyj, O.S.B.M. (1834)
- Arcivescovo Anton Zubko (1834)
- Arcivescovo Vasyl' Lužyns'kyj (1834)